# Nickelback

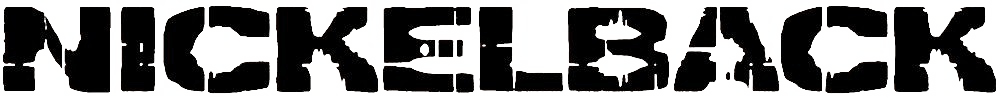
Logotyp zespołu

Nickelback – kanadyjska grupa muzyczna wykonująca muzykę z pogranicza rocka, post grunge i heavy metalu, ze względu na swoje brzmienie często porównywana z takimi zespołami jak 3 Doors Down, Puddle of Mudd czy Creed. Zespół został założony w 1995 roku w małym miasteczku Hanna w prowincji Alberta w Kanadzie przez wokalistę i gitarzystę Chada Kroegera, basistę Mike Kroegera, gitarzystę Ryana Peake oraz kuzyna, perkusistę Brandona Kroegera.
Pierwszy rozgłos zespół zyskał w 2000 roku, wraz z ukazaniem się drugiej studyjnej płyty „The State”, z której to pochodził pierwszy przebój grupy „Leader of Men”, który odniósł spory sukces na zagranicznych listach przebojów. Dzięki temu zespół podpisał swój pierwszy poważny kontrakt płytowy z holenderską wytwórnią metalową Roadrunner Records.
Światowy rozgłos grupa zyskała dzięki trzeciej płycie „Silver Side Up”, wydanej we wrześniu 2001 roku. To właśnie z tej płyty pochodzi największy przebój grupy „How You Remind Me”, dzięki czemu zespół zdobył wiele nagród oraz rozpoczął światowe trasy koncertowe. Szacuje się, że album sprzedano w ponad 10 milionach kopii na całym świecie. Wydana w październiku 2005 roku piąta płyta „All the Right Reasons” powtórzyła sukces sprzedając się także w ponad 10-milionowym nakładzie na całym świecie.
Szacuje się, że zespół sprzedał ponad 31 milionów płyt na całym świecie, z czego 19 milionów w Stanach Zjednoczonych. Zespół w trakcie swej działalności muzycznej miał także okazję występować na wielu prestiżowych festiwalach rockowych, m.in. Rock am Ring czy Pinkpop Festival
Zespół został sklasyfikowany na 11 pozycji w zestawieniu Chart Watch Extra: The Top 20 Album Sellers Of The 2000s, czyli najlepszych sprzedaży muzycznych, ustępując miejsca takim wykonawcom jak Linkin Park, Creed czy Tim McGraw oraz zajął 2 miejsce w tym zestawieniu jako najlepiej sprzedający się zespół spoza Stanów Zjednoczonych, ustępując miejsca jedynie zespołowi The Beatles. Grupa w roku 2007 została wprowadzona do Canada’s Walk of Fame. Zespół jest także laureatem wielu prestiżowych nagród przemysłu muzycznego, m.in. Juno Awards, American Music Awards, Billboard Music Awards.
Wydawcą płyt zespołu w Kanadzie jest wytwórnia EMI, natomiast w Europie Roadrunner Records. Zespół w lipcu 2008 roku podpisał kontrakt z wytwórnią Live Nation, na nagranie trzech albumów. Zanim to jednak nastąpi grupa jest zobowiązana nagrać jeszcze jeden album dla wytwórni Roadrunner. W 2010 roku, grupa podpisała kontrakt płytowy z wytwórnią Hollywood Records.

## Historia

### Nazwa
Nazwa „Nickelback” została wymyślona przez basistę zespołu oraz przyrodniego brata wokalisty Chada Kroegera, Mike Kroegera. W młodości pracował on w barze szybkiej obsługi Starbucks, gdzie dość często używał słów: „Here’s your nickel back”, które znaczą tyle co „oto pańska reszta” (gdzie „nickel” oznacza pięciocentówkę). Podczas nagrywania swego pierwszego dema „Hesher” w 1996 Mike zasugerował tę nazwę, którą reszta członków grupy zaakceptowała.

### Początki,Hesher,Curb(1995-97)
Historia zespołu rozpoczyna się w małej kanadyjskiej miejscowości Hanna położonej 215 km na północny wschód od Calgary, gdzie wychowywali się bracia Chad Kroeger oraz Mike Kroeger, a potem również Ryan Peake, który pod koniec szkoły podstawowej przeniósł się tam z Brooks. Wszyscy szybko się zaprzyjaźnili i grywali razem w garażu Ryana. Jak po latach w wywiadach wspomina wokalista Chad Kroeger, nie było innej możliwości niż granie muzyki lub pakowania się w kłopoty (w wieku 14 lat Kroeger wylądował w domu poprawczym za włamanie się do własnej szkoły), tak więc postanowili zająć się muzyką. Po ukończeniu liceum założyli w 1995 roku swój amatorski zespół i zaczęli grywać covery lubianych przez siebie zespołów, m.in. Alice in Chains, Soundgarden, Red Hot Chili Peppers czy Pearl Jam. Wtedy wraz z braćmi Kroegerami mieszkał Gabe Sinclair, który uzupełnił skład zespołu. Zespół miał wtedy innego wokalistę, który nauczył Kroegera, jak być frontmanem. Zespół przedstawiany był przez agenta jako „Point of View”, ale na scenie woleli występować pod nazwą „Village Idiot”, którą musieli jednak szybko zmienić ponieważ nie podobała się ona szefom niektórych barów. Skład zespołu wyglądał następująco: Chad Kroeger (śpiew, gitara rytmiczna), Mike Kroeger (gitara basowa), Ryan Peake (gitara prowadząca), Gabe Sinclair (perkusja). Po roku koncertowania znudziło im się jednak odtwarzanie cudzej muzyki i postanowili się rozejść. Mike Kroeger wyjechał do Vancouver i z gitarą basową grywał w kilku lokalnych heavymetalowych kapelach, m.in. Black Dogs, Depression. Na początku 1996 roku Chad Kroeger napisał 10 piosenek, pożyczył od ojczyma 1500 dolarów i przekonał pozostałych członków zespołu do nagrania ich w Vancouver. Tym razem do zespołu w miejsce Sinclair’a dołączył kuzyn braci Kroegerów, Brandon Kroeger. Przyjaciel Mike’a Kroegera zarezerwował grupie czas w studiu nagraniowym należącym do „Turtle Records”. Tak narodził się zespół, który początkowo nosił nazwę „Brick”. Kiedy skończyli nagrywanie materiału na swoje demo, Mike zasugerował nazwę
„Nickelback”. Pracował on kiedyś w barze szybkiej obsługi i często używał słów: „Here’s your nickel back”, które znaczą tyle co „Oto pańska reszta” (nikiel – materiał, z którego robi się monety; niklówki, drobniaki). W styczniu 1996 roku zarejestrowali w studiu „Crosstown Studios” w Vancouver materiał. Nagrywany był on pod okiem producenta Jeffa Bonda. Na album trafiło siedem kompozycji. Demo noszące tytuł „Hesher” ukazało się jedynie w Kanadzie, szczególnie w Albercie, skąd pochodziła grupa. Na rynku demo ukazało się w kilkunastotysięcznym nakładzie. Kiedy sprzedaż dema przekroczyła liczbę 10 tys., zdecydowano o wstrzymaniu produkcji na rzecz nagrania albumu długogrającego. Mimo to dzięki temu grupie udało się zaistnieć w lokalnych kanadyjskich rozgłośniach radiowych. Lokalne radio kanadyjskie CFOX-FM jako jedno z pierwszych zaczęło grać utwór „Fly” z tej płyty.
Właściciel studia „Turtle Recording Studios”, Larry Anschell poznał zespół przez ich managera Clyde’a Hilla. Był on producentem zespołu Jar w MR Management. Zespołowi spodobała się płyta wyprodukowana przez Anschella, który zaprosił grupę do swojego studia na przesłuchanie. Po przesłuchaniu grupa wraz z Anschellem podjęła wspólnie decyzję o nagraniu materiału na debiutancki album. Zespół wziął pożyczkę w wysokości 30 tysięcy dolarów. Prace nad płytą trwały od stycznia 1996 roku. Zespół część utworów nagrał w „Crosstown Studios” pod okiem producenta Jeffa Boyda (cześć tych utworów została zamieszczona na albumie „Hesher”), a część w „Turtle Recording Studios” pod okiem producenta Larry’ego Anschell’a. Sesja nagraniowa trwała 10 dni. Zespół nagrał w tym czasie 8 premierowych utworów oraz wykorzystał 4 utwory zawarte na minialbumie „Hesher” („Where?”, „Fly”, „Left”, „Window Shopper”).
Album został wydany 3 marca 1996 roku.Dotarł on do 182. miejsca na amerykańskiej liście Billboard 200, co było dużym sukcesem w dorobku mało znanej grupy. Także w 1997 roku zespół podpisał swój pierwszy kontrakt z małą niezależną kanadyjską wytwórnią Shoreline. Do utworu „Fly” zespół nagrał także swój pierwszy teledysk, którego premiera nastąpiła 16 czerwca 1997 roku. Utwory z obu płyt były często puszczane w wielu kanadyjskich stacjach radiowych, a trasa „Curb Tour” pomogła im w promowaniu swojej muzyki w północnych Stanach. Łącznie w roku 1997 zespół zagrał 27 koncertów. Album otrzymał także nominację do nagrody kanadyjskiego środowiska niezależnego.

### The State,Silver Side Up(1998-02)
Zespół przez kolejne lata intensywnie koncertował po całych Stanach promując swoją muzykę. W międzyczasie wokalista Chad Kroeger pracował jako sprzedawca powierzchni reklamowej. Nabyte doświadczenie postanowił wykorzystać w lepszej promocji zespołu. W 1998 roku tuż przed sesją nagraniową do albumu „The State” zespół opuścił perkusista i kuzyn braci Kroegerów, Brandon Kroeger. Zespół rozpoczął poszukiwania następcy. Wybór padł na kanadyjskiego perkusistę Mitcha Guindona. Przyjęty perkusista spędził w zespole jednak zaledwie kilka dni. Zespół ponownie pozostał bez perkusisty. Gitarzysta grupy, Ryan Peake zadzwonił do swojego przyjaciela Ryana Vikedala, którego znał z Brooks, gdzie obaj razem się wychowywali. Vikedal zgodził się i przyjechał zaprezentować grupie swoje umiejętności. W połowie pierwszego utworu Chad Kroeger przerwał mu i oświadczył, że jest przyjęty. Vikedal w ciągu tygodnia nauczył się 12 utworów i zespół mógł przystąpić do pracy nad nowym albumem. W międzyczasie grupa zwolniła swoich managerów, gdyż uznała, że sama sobie lepiej poradzi z prowadzeniem własnych interesów. Wokalista Chad Kroeger odpowiedzialny był za kontakty z mediami, Mike Kroeger za dystrybucję, a Vikedal za koncerty. Prace rozpoczęto w „Greenhouse Studios” w Burnaby. Zespół nad materiałem pracował wraz ze współproducentem Dale Pennerem (Matthew Good Band, Holly McNarland). Płytę zmiksował Garth Richardson. Drugi album zatytułowano „The State”. Jego premiera odbyła się w 1998 roku, jedynie w Kanadzie. Album został podobnie jak i poprzedni wydany w formie niezależnej. Dzięki utworowi „Leader of Men” który odniósł spory sukces na listach przebojów, zespołem zaczęły interesować się duże wytwórnie fonograficzne. Zespół spośród wielu propozycji wybrał EMI Canada, oraz holenderską wytwórnię metalową Roadrunner.
Album „The State” został wydany ponownie, tym razem już nakładem wytwórni. W styczniu ponownie ukazał się w Kanadzie, a 7 marca 2000 roku w Stanach. Płyta ukazała się w zmienionej okładce. W maju 2001 roku „The State”, jako pierwsza płyta grupy ukazała się w Europie. Zespół postanowił także wydać singel z utworem „Leader of Men”, który dotarł do 8 pozycji na amerykańskiej liście Mainstream Rock Tracks. Następne single, „Old Enough”, „Worthy to Say” oraz „Breathe” także dotarły do wysokich pozycji na listach. Ten ostatni zajął miejsce w pierwszej dziesiątce listy Mainstream Rock Tracks. Zespół od 1998 do 2000 roku zagrał 102 koncerty w Stanach Zjednoczonych, grając także jako support przed takimi zespołami jak Creed, 3 Doors Down czy Fuel. Po około 200 występach przestali być w końcu nikomu nieznaną grupą i zaczęli grać przed milionami ludzi. Po trasie koncertowej zespół rozpoczął przygotowania do nagrania kolejnego albumu. Koncerty oraz dobrze przyjęta płyta przyczyniły się do nominacji oraz do zdobycia swej pierwszej nagrody „Georgia Straight Readers’ Choice Music Awards” w kategorii „Favourite Heavy Metal”.
Zespół sesję nagraniową do trzeciego albumu rozpoczął w kwietniu w „Greenhouse Studios” w Burnaby, oraz w „London Bridge Studio” w Seattle (studiu Parashara). Grupa nad materiałem pracowała przez pięć tygodni. Producentem został Rick Parashar (znany ze współpracy z takimi grupami jak Pearl Jam, Temple of the Dog). Na album wybrano 9 premierowych utworów oraz utwór „Just Four” z płyty „Curb” nagrany w nowej wersji i zamieszczony na płycie pod zmienioną nazwą „Just For”. Miksowaniem utworów zajął się Randy Staub (Metallica, U2). Połączenie Parashara i Stauba spowodowało, że brzmienie zespołu poszło w nowym kierunku – stało się silniejsze, ostrzejsze, ale jednak z łagodnymi refrenami i przemyconą między wierszami gitarową solówką. Prace nad płytą zakończyły się w czerwcu. Album „Silver Side Up” ukazał się na rynku amerykańskim 11 września 2001 roku. 24 września płyta swą premierę miała w Wielkiej Brytanii. W październiku ukazała się na terenie całej Europy. Pilotowana była przez singlowy utwór „How You Remind Me” wydany 17 lipca. Album, jak i sam singel przyniósł zespołowi wiele nagród. Piosenki „Where Do I Hide”, „Money Bought” czy „Hangnail” były grane już podczas trasy promującej „The State”. Zespół został laureatem wielu prestiżowych nagród, m.in. Juno Awards w kategorii „Best New Group”, otrzymał także statuetkę „Canadian Music Awards – The Fan Choice” przyznawaną przez publiczność. Nickelback dzięki utworowi „How You Remind Me” stał się pierwszym kanadyjskim zespołem, który od czasów wydania singla „American Woman” zespołu The Guess Who zdobył jednocześnie 1. miejsce na liście przebojów w Kanadzie oraz Stanach Zjednoczonych. Ponadto „How You Remind Me” było także pierwszym utworem kanadyjskiego zespołu/wykonawcy od 1991 roku, którego utwór uplasował się na szczycie listy Billboard Hot 100. Ostatnim kanadyjskim wykonawcą był Bryan Adams z utworem „(Everything I Do) I Do It For You”. Zespół rok 2001 kończył z bilansem 102 koncertów. Rok 2002 grupa rozpoczynała od inauguracji pierwszej oficjalnej trasy koncertowej „Silver Side Up Tour”. Rozpoczynała się ona 16 stycznia koncertem w miejscowości Victoria. 25 stycznia, podczas koncertu w Rexall Place w Edmonton zespół rejestruje materiał na swoją pierwszą koncertową płytę DVD. Na koncercie obecnych było ponad 10 tysięcy ludzi. Podczas koncertu grupę wspierał wokalista i gitarzysta amerykańskiej grupy Alice in Chains, Jerry Cantrell. Występował on gościnnie w utworze „It Ain’t Like That” z repertuaru wspomnianego Alice in Chains. Trasa została podzielona na 9 etapów, liczących w sumie 145 koncertów. Zespół podczas trasy odwiedził Północne Stany, Australię, Europę oraz Azję. Trasa oficjalnie kończyła się 4 grudnia koncertem w Dublinie. Jako support podczas trasy występowali Jerry Cantrell (solo), Default, Greenwheel, Epidemic oraz Familiar 48. W trakcie trwania trasy grupa zostawała laureatem wielu nagród przemysłu fonograficznego. Zdobywała 4 statuetki Billboard Music Awards, 4 statuetki Juno Awards, 2 statuetki Much Music Awards, 2 statuetki MTV Video Music Awards, 3 statuetki Prairie Music Awards, 2 statuetki West Coast Music Awards, Doobie Awards oraz Georgia Straight Awards, oraz 1 Socan Awards. Utwór „How You Remind Me” stawał się najczęściej granym utworem rockowym w rozgłośniach radiowych na całym świecie w roku 2002. Zespół wydał jeszcze dwa single z utworami „Too Bad” oraz „Never Again”. Oba single także odnosiły sukces. Pierwszy z nich poruszający w tekście emocjonalne przeżycia z dzieciństwa wokalisty docierał do 1. pozycji na liście Mainstream Rock Tracks oraz Canadian Airplay Chart. Ponadto teledysk zdobywa dwie nagrody Much Music Video Awards w kategorii „Best Video” oraz kategorii „MuchLoud Best Rock Video”. Drugi singel „Never Again” docierał także do najwyższych pozycji listy Mainstream Rock Tracks oraz Canadian Airplay Chart. Tekst opowiada o przemocy w domu, znęcaniu się nad kobietami. Grupa nakręciła teledysk do utworu, jednakże jego emisja została zabroniona, gdyż był „zbyt brutalny”. Nakręcono drugi teledysk składający się z fragmentów koncertu odbytego 25 stycznia w Edmonton.
Po tak dużym sukcesie, grupa postanowiła wydać reedycję albumu „Curb” który ukazał się w 1996 roku jedynie w Kanadzie. Album przechodził ponowny proces masteringu (tym razem zajmował się nim George Marino w „Sterling Sound”) i został wydany 25 czerwca 2002 roku. Natomiast w lipcu 2002 roku Nickelback wygrał proces przeciwko swoim byłym managerom, dotyczący prawa własności do płyty. Grupa zarzuciła firmie Amar Canada Productions oraz Clyde’owi Hillowi, że nielegalnie posiadają kopię-matkę tego albumu.
W tym samym roku frontman grupy Chad Kroeger nagrywał w duecie wraz z Joseyem Scottem z zespołu Saliva utwór „Hero”, który trafiał na soundtrack do filmu Spider-Man. W nagraniu utworu udział brali ponadto Mike Kroeger (gitara basowa), Tyler Connolly (gitara prowadząca), Paul Iverson (gitara basowa), Matt Cameron (perkusja). Utwór okazał się przebojem zdobywając 1. miejsce na listach Canadian Hot 100, Mainstream Rock Tracks, Modern Rock Tracks oraz Billboard Hot 100. Ponadto Kroeger zaczynał udzielać się jako producent muzyczny (m.in. Default, Theory of a Deadman) i zakładał wraz z prawnikiem Jonathanem Simkinem wytwórnię płytową 604 Records, gdzie zajmował się promowaniem młodych zespołów.
Ostatecznie album „Silver Side Up” uzyskał w Kanadzie status ośmiokrotnej platyny, w Stanach 6-krotną, w Wielkiej Brytanii trzykrotnej, w Australii dwukrotnej oraz w Austrii i Holandii platyny. Singel z utworem „How You Remind Me” uzyskał status 2-krotnej platyny w Australii, złotej płyty w Austrii, Belgii, Niemczech, Szwajcarii, Wielkiej Brytanii oraz Stanach Zjednoczonych, natomiast srebro we Francji.
29 października 2002 roku nakładem wytwórni The Island Def Jam Music Group na rynku ukazało się DVD „Live at Home” z zapisem koncertu w Edmonton. Na płycie znalazło się 14 utworów oraz bonusy w postaci reportaży zza kulis, fragmentów z innych koncertów, wywiadów itp. Producentami zostali Amber Cordero, Rick Parashar, Mike Sarkissian, Lewis Weinstein oraz zespół. DVD zdobywa status podwójnej platyny w Kanadzie, oraz złotej w Stanach.

### The Long Road,All the Right Reasons(2003-07)
Rok 2003 zespół rozpoczął od krótkiej minitrasy koncertowej (3 koncerty) zainaugurowanej koncertem w Los Angeles 13 stycznia. W międzyczasie zespół zdobył kolejne wyróżnienia i statuetki podczas gali Juno Awards. Tym razem Chad Kroeger został uznany wokalistą roku, a zespół został nagrodzony statuetką przyznawaną przez publiczność. Następnie grupa zrezygnowała z aktywnego koncertowania i skoncentrowała się na przygotowywaniu materiału na następny album. Prace rozpoczęto w kwietniu w studiu „Green House” oraz w domowym studiu Kroegera „Mountain View Studios” w Vancouver. Tym razem producentem płyty został Kroeger z niewielką pomocą Joe Moi. Miksem albumu ponownie zajął się Randy Staub, natomiast mastering został wykonany przez George Marino w „Sterling Sound”.

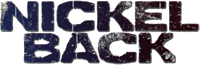
Logo zespołu

Prace nad albumem trwały do sierpnia. 1 września w Niemczech ukazał się singel promujący album, na który został wybrany utwór „Someday”. Dotarł on do 1 pozycji na liście Hot Adult Top 40 Tracks oraz Canadian Singles Chart. 5 września singel ukazał się w Stanach. Utwór spotkał się z krytyką ze strony dziennikarzy muzycznych oraz krytyków za zbyt duże podobieństwo do piosenki „How You Remind Me”. Zarzucano grupie, że oba utwory mają taką samą strukturę muzyczną i styl. 22 września w Europie ukazał się album „The Long Road”, natomiast dzień później odbyła się premiera w Stanach. Album zadebiutował na 6. miejscu na liście Billboard 200, a w Wielkiej Brytanii pięć dni od premiery uzyskał status złotej płyty. Album dotarł do 1. pozycji na liście najlepiej sprzedających się płyt w Kanadzie. W innych krajach zanotował także wysokie lokaty. Dotarł m.in. do 3. pozycji w Nowej Zelandii, do 4. w Australii, Austrii oraz Szwajcarii. Album został wydany także w wersji limitowanej. W Stanach oraz Wielkiej Brytanii na albumie w formie bonusu znalazły się trzy utwory. Cover Eltona Johna „Saturday Night’s Alright (For Fighting)” z gościnnym udziałem Kid Rocka oraz Dimebaga Darrella. (W roku 2002 Chad Kroeger, Dimebag Darrell, oraz Kid Rock przygotowali nową wersję tego utworu. Na pomysł nagrania tego utworu wpadł Kroeger. Współpraca podczas nagrywania utworu miała jedynie charakter wirtualny. Muzycy w ogóle nie spotkali się w studio, jedynie wymieniali się plikami muzycznymi za pośrednictwem poczty elektronicznej) Poza tym na albumie znalazły się jeszcze utwory „Yanking Out My Heart” oraz „Learn the Hard Way”. Na japońskiej edycji albumu znalazły się w formie bonusu utwory „Someday” w wersji akustycznej oraz utwór „Slow Motion”. Ponadto na albumie znalazł się cover Neil Sedaki „Love Will Keep us Together”. Następnie grupa koncertem 14 października w Lubbock rozpoczęła trasę „The Long Road Tour”. Zespół zagrał 21 koncertów w Ameryce Północnej oraz 12 w Europie. W sumie w 2003 roku grupa dała 43 koncerty. Ponadto grupa otrzymała 3 nominację do Nagrody Grammy w kategorii „Best Rock Album”, „Best Rock Single” oraz „Record Of The Year” (za utwór „How You Remind Me”).

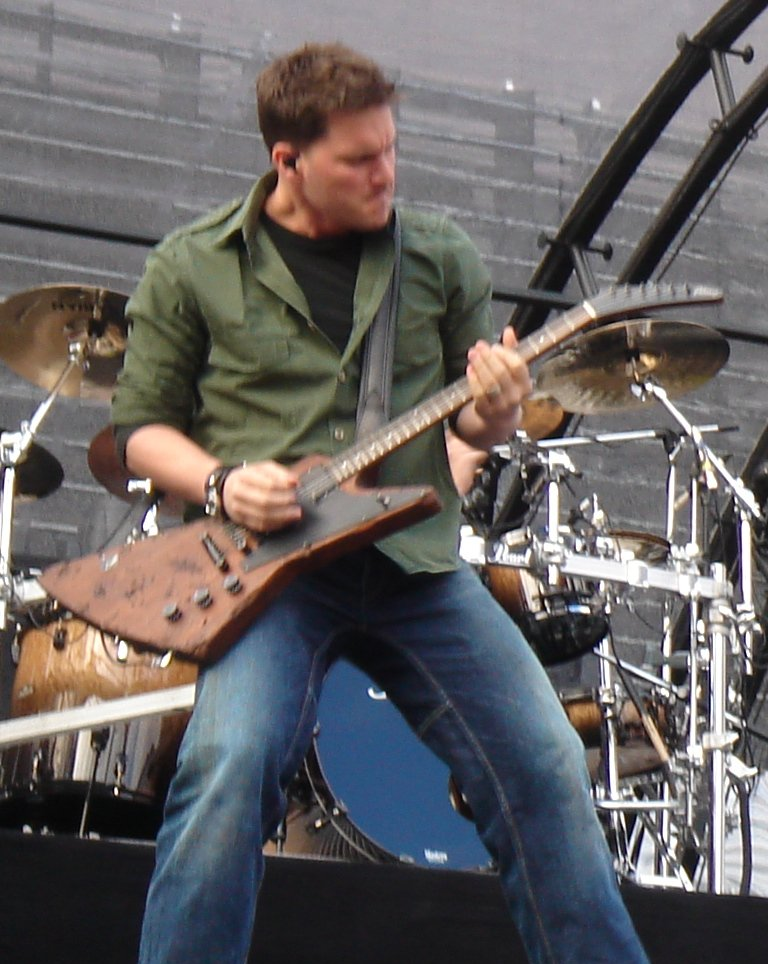
Ryan Peake podczas koncertu w Dublinie w 2006 roku

Od stycznia 2004 roku zespół kontynuował trasę „The Long Road Tour”. Rozpoczął ją od trzeciego etapu trasy, czyli zagrania 26 koncertów w Kanadzie. 24 lutego ukazał się drugi singel z utworem „Figured You Out”. Ze względu na swoją erotyczną tematykę zawartą w tekście został zakazany w Wielkiej Brytanii. Mimo to odniósł duży sukces, docierając do 1. pozycji na listach Mainstream Rock Tracks (gdzie na 1 miejscu utrzymał się aż 13 tygodni) oraz Canadian Singles Chart. Singel zajął także 4 pozycję na liście Modern Rock Tracks.
Następnie grupa w maju udała się na 4 koncerty do Australii. W drugiej połowie maja zespół wrócił na koncerty do Europy.
5 czerwca grupa wystąpiła na prestiżowym koncercie Rock am Ring w Nürburgringu, obok takich zespołów jak Motörhead, Linkin Park czy Red Hot Chili Peppers. Zespół prócz własnego materiału, wykonał także cover heavymetalowej grupy Metallica „Sad But True”. Z tego koncertu ukazało się nieoficjalne DVD. 15 czerwca grupa wydała w Stanach trzeci singel (w Europie ukazał się on 8 marca) z utworem „Feelin’ Way Too Damn Good”. Dotarł on do 2 pozycji na liście Canadian Singles Chart oraz 3 na liście Mainstream Rock Tracks. Dzień wcześniej na terenie Niemiec oraz Australii grupa w celach promocyjnych wydała singel z utworem „See You at the Show”. Piosenka została użyta w 2005 roku przez Nine Network w Australii jako utwór przewodni podczas transmisji meczów Friday Night Football ligi Australian Football League.
Następnie w czerwcu grupa powróciła do Stanów aby zagrać 37 koncertów i zakończyć oficjalnie trasę. W tym samym roku zespół został laureatem statuetki Juno Awards w kategorii „Grupa Roku”, oraz ponownie została nagrodzona statuetką przyznawaną w wyniku głosowania publiczności. Poza tym zespół zdobył 6 nominacji do nagrody Radio Music Awards oraz 1 do American Music Awards. Zespół zdobył dwie statuetki Socan Awards w kategorii „International Archivement” oraz „Rock Music”. Grupa ponownie otrzymała nominację do nagród Grammy. Tym razem w kategorii „Best Hard Rock Performance” (za utwór „Feelin’ Way Too Damn Good”), „Best Rock Song – Songwriter” (za utwór „Someday”) oraz „Best Rock Album” („The Long Road”). 7 września na terenie Stanów Zjednoczonych zespół wydał singel radiowy z utworem „Because of You”. Utwór utrzymany w stylistyce metalowej dotarł do 3 pozycji w Kanadzie oraz 7 w Stanach na liście Mainstream Rock Tracks. Rok 2004 zespół zakończył z dorobkiem 79 koncertów.
Na początku roku zespół planował rok przerwy w koncertowaniu. Jednak wokalista grupy, Chad Kroeger zaczął komponować nowy materiał i z przerwy ostatecznie zrezygnowano. Styczeń przyniósł zmiany personalne w zespole. 27 stycznia kanadyjski magazyn Chart poinformował o odejściu Ryana Vikedala z zespołu tuż przed rozpoczęciem prac nad nowym albumem. Jego miejsce 4 marca zajął perkusista grupy 3 Doors Down Daniel Adair. Rzekomym powodem rozstania się z Vikedalem były zbyt duże rozbieżności dotyczące brzmienia zespołu. Wokalista Chad Kroeger został pozwany o wypłatę należności dla byłego perkusisty. W nowym składzie grupa przystępuje do prac nad nowym albumem. Sesja odbywa się „Mountain View Studios” w Vancouver. Producentem ponownie został Kroeger przy współpracy z Joe Moi. Masteringiem albumu zajmował się Ted Jensen, a miksem ponownie Randy Staub. Prace nad albumem trwały blisko pół roku, przez co grupa grała niezbyt wiele koncertów, całkowicie koncentrując się na pracy w studiu. Pierwsze koncerty zespół zaczynał 18 sierpnia. Grał ich w sumie 20, z czego 3 w Niemczech i 1 w Anglii. 8 sierpnia zespół wydał singel promujący nowy album. Utwór „Photograph” odniósł duży sukces, zdobywając 1. miejsce na listach Canadian Airplay Chart (gdzie utrzymał się na pierwszym miejscu przez 7 tygodni), Pop 100, Mainstream Rock Tracks. Utwór dotarł także do 2 pozycji listy Billboard Hot 100 oraz dotarł do 3. pozycji na liście Modern Rock Tracks oraz Australian Singles Chart. 4 pozycje zajął w Nowej Zelandii i Niemczech. Sam singel sprzedał się w 2 milionach egzemplarzy, przez co uzyskał status podwójnej platyny przyznanej grupie przez RIAA. 3 października grupa wydała piąty studyjny album „All the Right Reasons”. Dzień później premiera nastąpiła w Stanach Zjednoczonych. Na albumie gościnnie wystąpił gitarzysta oraz wokalista grupy ZZ Top, Billy Gibbons. Album zajmuje 1 miejsce na listach Billboard 200 (tydzień), Canada Albums Chart (miesiąc), UK Rock Albums (7 tygodni), New Zealand Albums Chart (2 tygodnie), Billboard Top Hard Rock Albums, Billboard Top Modern Rock/Alternative Albums oraz Billboard Top Rock Albums. W pierwszym tygodniu sprzedaży album sprzedał się w liczbie 60 tysięcy kopii, co pozwoliło mu na wyprzedzenie poprzednich płyt grupy „Silver Side Up” oraz „The Long Road”. Sam album przez 102 tygodnie utrzymywał się na liście Billboard 200. Nigdy nie zszedł poniżej 30. miejsca. 8 listopada 2005 roku grupa wydała jedynie w Stanach singel z utworem „Animals”. Zajął on 97. pozycję na liście Billboard Hot 100, 1. miejsce na liście Mainstream Rock Tracks oraz 16 na Modern Rock Tracks. W tym samym roku zespół zdobył 3 statuetki BMI Pop Awards w kategorii „Most Performed 50 Songs of the Past Year” za utwory „Figured You Out”, „Someday” oraz „Why Don’t You & I” (duet Kroegera z Santaną).

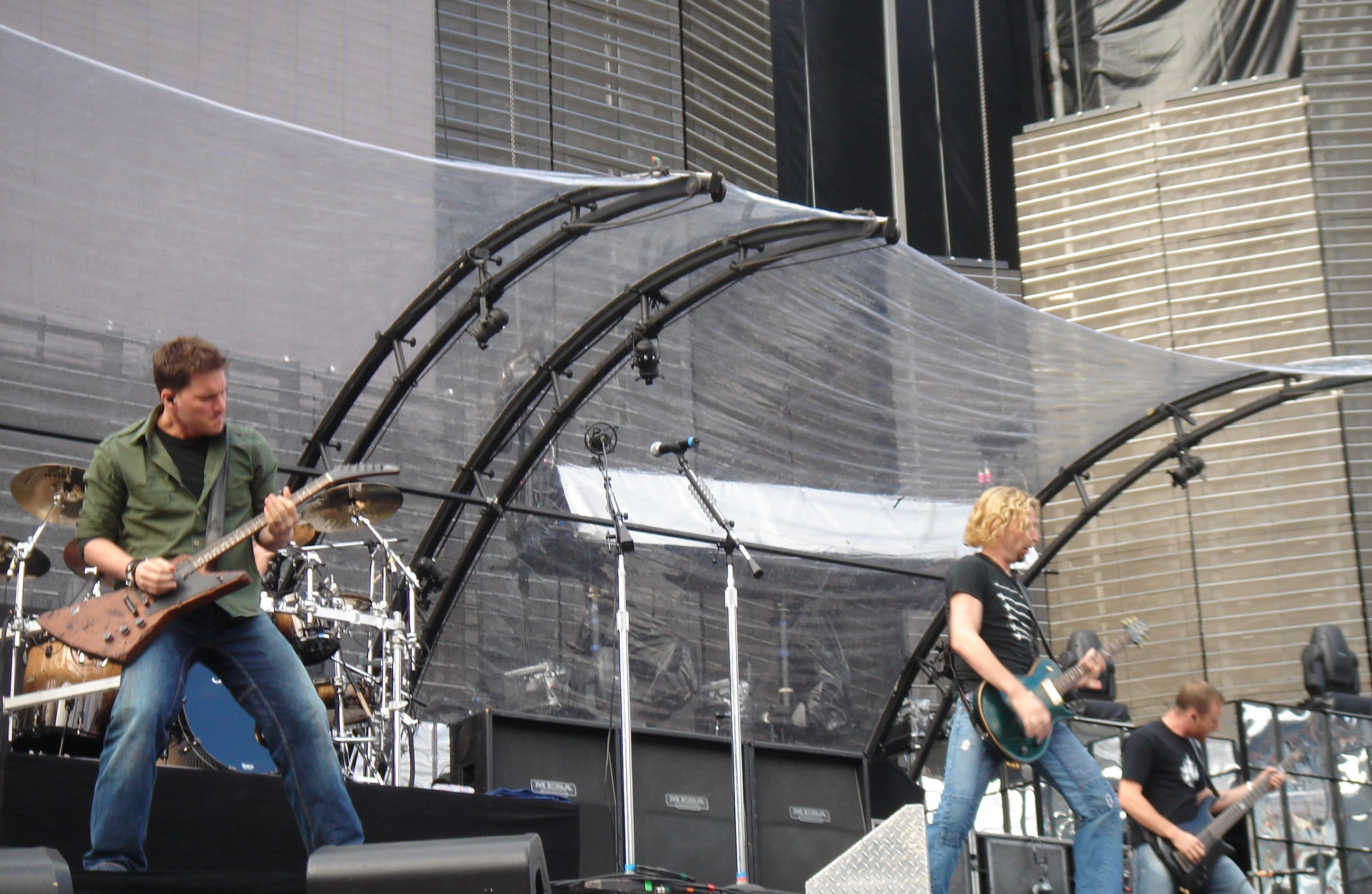
Zespół podczas koncertu w Dublinie w 2006 roku

17 stycznia 2006 roku grupa rozpoczynała trasę koncertową „All the Right Reasons Tour”. Rozpoczynała się ona koncertem w Prince George. Pierwszy etap trasy trwał do 30 marca i obejmował Kanadę oraz Stany. 25 kwietnia zespół wydał singel z utworem „Savin’ Me”. Dotarł on do 1. pozycji na liście Canadian Airplay Chart oraz został wykorzystany na soundtracku do popularnego serialu Skazany na śmierć. Z tym utworem zespół występuje na gali rozdania Juno Awards, gdzie grupa zdobywała 2 statuetki w kategorii „Group of the Year” oraz „Rock Album of the Year” („All the Right Reasons”). Poza tym zespół zdobywał także po 1 statuetce Socan Awards w kategorii „Song Award” („Photograph”), BMI Pop Award („Feelin’ Way Too Damn Good”). Zespół spośród 3 nominacji do Much Music Video Awards zdobywał jedną statuetkę w kategorii „Best Rock Video” („Photograph”). Ponadto grupa zostawała laureatem 3 statuetek Billboard Awards w kategoriach „Hot 100 Artists of the Year”, „Duo/Group of the Year” oraz „Rock Almum of the Year” („All the Right Reasons”). Grupa została także laureatem World Music Awards w kategorii „Best Rock Group”. Nickelback został także laureatem nagrody „Billboard Touring Awards”. Na koncerty zespołu bilety zakupiło ponad 800 tys. fanów (od stycznia 2006 roku), co według magazynu „Pollstar” daje szósty najlepszy wynik na całym świecie. W kwietniu zespół dał 6 koncertów w Australii, natomiast od 13 maja do 13 czerwca grał w Europie jako support Bon Jovi w ramach trasy „Have a Nice Day Tour”. W lipcu zespół wydaje singel z utworem „Far Away” (w Europie został wydany 20 stycznia). Osiąga on 1 pozycję na listach Canadian Airplay Chart oraz ARC Weekly Top 40. 8 lipca podczas koncertu w Sturgis, w Dakocie Południowej zespół dał specjalny koncert, który był rejestrowany na potrzeby wydania drugiej koncertowej płyty DVD. Od czerwca do września grupa aktywnie koncertowała w Północnych Stanach w ramach trasy „All the Right Reasons Tour”. 22 sierpnia grupa wydła kolejny singel, tym razem z utworem „Rockstar”. Singel dotarł do 1. pozycji na brytyjskiej liście UK Rock Chart, oraz do 2. pozycji w Irlandii i Rosji. Singel dociera także o 4 pozycji na liście Mainstream Rock Tracks, oraz 6. na liście Billboard Hot 100. Utwór zajął także 100 miejsce w zestawieniu magazynu Rolling Stone na „100 najlepszych piosenek 2007 roku”. Grupa Nickelback skrytykowała tę decyzję magazynu. Kapela wystąpiła także jako support przed zespołem The Rolling Stones w ramach trasy „A Bigger Bang Tour. W przerwie trwania trasy, zespół 26 listopada wydał singel z utworem „If Everyone Cared”. Osiągnął on 1. pozycję na liście Canadian Airplay Chart. Całkowity koszt ze sprzedaży singla oraz teledysku do utworu pomiędzy lutym a lipcem 2007 został przeznaczony na cele charytatywne i podzielony pomiędzy dwie organizacje – Amnesty International oraz International Childrens’ Awareness Canada. Całkowity ze sprzedaży wyniósł ponad 600 tys. dolarów. Zespół rok 2006 kończy z liczbą 107 koncertów.
Rok 2007 zespół rozpoczynał od odpoczynku. Kontynuacja trasy nastąpiła dopiero 20 lutego koncertem w Tacoma. W marcu grupa wydała siódmy, a zarazem ostatni singel z płyty „Side of a Bullet”. Osiągnął on 7. pozycję na liście Mainstream Rock Tracks. Utwór jest hołdem złożonym przez grupę dla tragicznie zmarłego gitarzysty grupy Pantera Dimebaga Darrella postrzelonego podczas koncertu. W utworze zostało wykorzystane jego solo gitarowe, które Kroeger otrzymał od brata zmarłego muzyka, Vincenta Paula Abotta. 19 marca zespół zakończył piąty etap trasy, obejmujący koncerty w Północnych Stanach. 9 czerwca 2007 zespół za wybitne zasługi dla swojej ojczyzny i za sprzedanie ponad 21 milionów płyt na całym świecie został wprowadzony do Canada Walk of Fame. Decyzję argumentowano w ten sposób, że na sukces grupy wpłynęło ponad 10 lat ciężkiej i wytrwałej pracy. Doceniono również to, że w ciągu ostatnich 1,5 roku zespół zdobył pokaźną sumę nagród przemysłu fonograficznego. Poza tym zespół w tym samym roku został laureatem statuetki Canadian Radio Music Award w kategorii przyznawanej przez publiczność. Wokalista Chad Kroeger został nagrodzony statuetką BMI Pop Awards dla najlepszego wokalisty roku. Ponadto zespół został nagrodzony statuetką Much Music Video Awards za teledysk do utworu „Far Away”. Grupa zdobyła także statuetkę American Music Awards w kategorii „Pop/Rock – Favourite Band/Duo/Group”. Zespół sięgnął także po 3 statuetki Socan Awards. 28 czerwca grupa wznowiła szósty i ostatni etap trasy „All the Right Reasons Tour”. Koncerty obejmowały Amerykę Północną. Oficjalnie trasa została zakończona 2 września 2007. Liczyła łącznie 162 koncerty i jest najdłuższą trasą koncertową w historii zespołu. Podczas trasy jako support występowali Danko Jones, Daughtry, Hedley, Finger Eleven, Default, State of Shock, Staind, Chevelle, Trapt, Hoobastank, Three Days Grace, Breaking Benjamin, Puddle of Mudd oraz Yellowcard. Zespół w 2007 roku wystąpił także w programie VH1 Rock Honors, gdzie wykonał cover zespołu ZZ Top „Sharp Dressed Man”.
Album „All the Right Reasons” okazał się dużym sukcesem, zarówno w Stanach, jak i Europie. W Kanadzie album zyskał status 7-krotnej platyny, w Stanach 8-krotnej platyny, w Australii 4-krotnej platyny, w Wielkiej Brytanii podwójnej platyny, w Niemczech złotej oraz platyny, a w Szwajcarii złotej.
Ogólna sprzedaż albumu na świecie wyniosła ponad 10 milionów kopii, z czego 7 332 490 kopii sprzedano w Stanach.

### Dark Horse(2008-10)
Zespół zrezygnował z aktywnego koncertowania na rzecz odpoczynku po wyczerpującej trasie, promującej album „All the Right Reasons”. W marcu 2008 zespół rozpoczął przygotowania do nagrań materiału na nowy album studyjny. Producentem został Robert Lange, znany ze współpracy z takimi wykonawcami jak AC/DC, Def Leppard czy Bryan Adams.

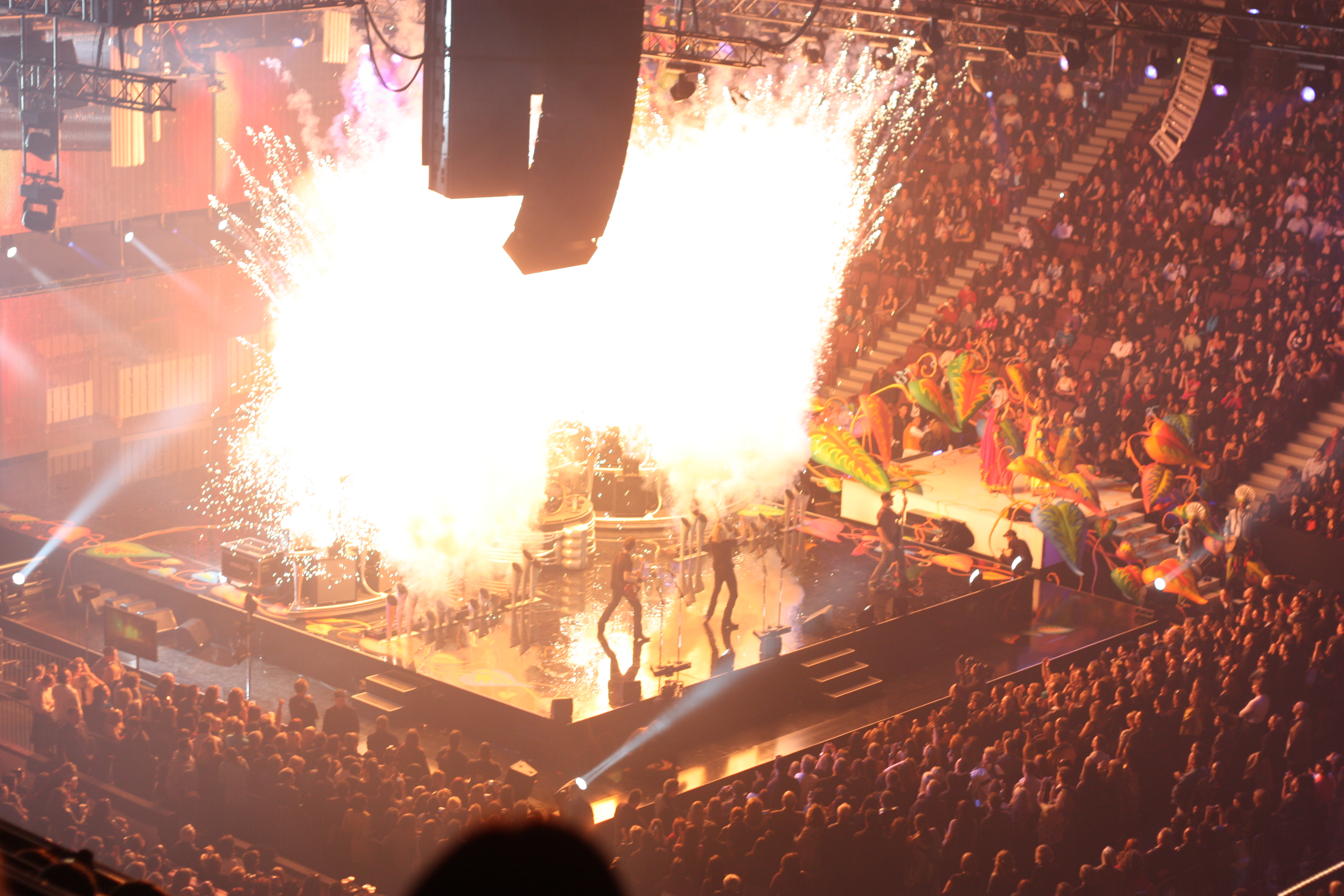
Zespół podczas występu na Juno Awards, kwiecień 2009

Prace nad płytą trwały ponad pół roku. Album nagrywany był w Mountain View Studios w Vancouver. Mastering powierzono ponownie Tedowi Jensenowi, natomiast miksem zajął się Randy Staub. Prace nad albumem zostały zakończone w sierpniu. Ostatecznie za produkcję odpowiedzialni byli Kroeger, Moi oraz Lange. Od 8 do 21 września zespół zagrał 9 koncertów, grając w Niemczech, Irlandii, Irlandii Północnej oraz Anglii. Na koncertach zespół premierowo wykonywał nowy utwór „Gotta Be Somebody”, który 29 września został wydany w Stanach jako singel. Premiera nastąpiła 14 listopada 2008 w Niemczech. Dzień później, 15 listopada album ukazał się w Australii, dwa dni później, 17 listopada płyta ukazała się w Europie, a dzień później, 18 listopada, album ukazał się w ojczystej Kanadzie oraz Stanach Zjednoczonych. 21 listopada premiera płyty przypadła na Holandię. Płyta „Dark Horse” już w dniu premiery zanotowała duży sukces, sprzedając się w 330 tysięcach kopii, co pozwoliło jej na zajęcie drugiej pozycji wśród najlepiej sprzedających się płyt. Album dotarł także na szczyt listy „Billboard Top Rock Albums”, „Billboard Top Hard Rock Albums”, „Billboard Top Modern Rock/Alternative Albums” oraz „Canadian Albums Chart”. Album dotarł także do 2 pozycji na prestiżowej liście Billboard 200, a przez dłuższy czas utrzymywał się w czołowej „dziesiątce”. Krążek dotarł także do wysokich pozycji w innych krajach, m.in. do 3. pozycji zestawienia „Australian Albums Chart”, oraz „New Zealand Albums Chart”. Płyta dotarła także do 4. pozycji na listach w Wielkiej Brytanii „UK Albums Chart” oraz w Niemczech „German Albums Chart”. Zajęła 5. pozycję w Austrii oraz Szwajcarii. Dalsze pozycje zajął w Rosji, gdzie dotarł do 11. pozycji oraz w Irlandii, gdzie dotarł do 19. pozycji.
11 października zespół wydał singel z utworem „If Today Was Your Last Day”. Ukazał się on w formie singla promocyjnego. Dotarł on do 7 pozycji zestawienia Canadian Hot 100 oraz 2 pozycji zestawienia Hot Adult Top 40 Tracks. Poza tym utwór dotarł na szczyt brytyjskiej listy UK Rock Chart.
Zespół w 2008 roku został laureatem nagrody Western Canadian Music Awards w kategorii „International Achievement Awards”. Poza tym zespół zdobył statuetkę Socan Awards za utwór „If Everyone Cared”. Drugą statuetkę otrzymał Kroeger za utwór „Into the Night”, nagraną w duecie z Carlosem Santaną. 2 grudnia na rynku ukazało się drugie koncertowe DVD zespołu pt. „Live from Sturgis”. Materiał został zarejestrowany 8 lipca 2006 w ramach trasy „All the Right Reasons Tour”. 15 grudnia w Stanach w formie singla promocyjnego ukazał się singel z utworem „Something in Your Mouth”. Dotarł on na szczyt listy Mainstream Rock Tracks, oraz do 21 pozycji na liście Modern Rock Tracks.
Rok 2009 zespół rozpoczął od przygotowań do trasy koncertowej. Inauguracja nastąpiła 25 lutego koncertem w Nashville. Pierwszy etap trasy trwał od 15 lutego do 26 kwietnia, i obejmował koncerty w Północnych Stanach. W międzyczasie grupa wydała singel z utworem „I’d Come for You”. Ballada utrzymana w stylistyce rocka alternatywnego dotarła na szczyt listy UK Rock Chart. Na liście Canadian Hot 100 utwór uplasował się na 29 pozycji. W kwietniu zespół został laureatem 3 nagród Juno Awards. Zdobył je w kategoriach „Group of the Year”, „Album of the Year” (Dark Horse) oraz nagrodę publiczności. Poza tym Kroeger ponownie został nagrodzony za piosenkę „Into the Night”. Tym razem zdobył statuetkę „BMI Pop Awards”. Zespół zdobył także 2 statuetki Much Music Video Awards za utwór „Gotta Be Somebody”. 1 statuetkę Word Magazine Reader’s Choice zespół zdobył w kategorii „World’s Best Selling Rock Artist”.
22 maja zespół zagrał 6 koncertów w Wielkiej Brytanii, w ramach drugiego etapu trasy „Dark Horse Tour”. Podczas koncertu w Londynie 28 maja zespół nakręcił teledysk do singla z utworem „Burn it to the Ground”. Premiera singla nastąpiła 3 dni wcześniej. Utwór dotarł do 7 pozycji w Finlandii oraz do 3 na liście Mainstream Rock Tracks. 10 lipca zespół wznowił trzeci etap trasy, obejmujący Stany Północne. 29 września oficjalnie ukazał się singel z utworem „Never Gonna Be Alone”. Singel ukazał się także w Portugalii oraz Brazylii, ze względu na umieszczenie go na ścieżce dźwiękowej do serialu „Caminho das Índias”. Piosenka najwyższą lokatę osiągnęła na liście Hot Adult Top 40 Tracks, gdzie dotarła do 5 pozycji. 16 listopada zespół wydał kolejny singel, tym razem z utworem „Shakin’ Hands”. Dotarł on do 11. pozycji na liście Mainstream Rock Tracks, oraz 49 Canadian Hot 100.
Rok 2010 zespół rozpoczął od kontynuacji trasy. Zespół rozpoczął serię 10 koncertów w Europie. 28 lutego zespół wystąpił podczas ceremonii Zamknięcia Zimowych Igrzysk Olimpijskich. Wykonał utwór „Burn it to the Ground”. 23 marca grupa wydała ostatni singel. Tym razem z utworem „This Afternoon”, który jest swego rodzaju kontynuacją utworu „Rockstar”. Utwór zajął 5 pozycję na liście Hot Adult Top 40 Tracks. 3 kwietnia zespół rozpoczął ostatni etap trasy, który zakończył się 3 czerwca koncertem w Vancouver. Jako support podczas trasy występowali Hinder, Papa Roach, Saving Abel, Seether, Black Stone Cherry, Sick Puppies, Daughtry, Shinedown oraz Breaking Benjamin.
W tym samym roku zespół otrzymał 2 nominację do Juno Awards oraz 1 do nagrody Grammy w kategorii Best Hard Rock Performance (za utwór „Burn it to the Ground”), gdzie jednak musiał uznać wyższość nad „War Machine” grupy AC/DC.
Album „Dark Horse” odniósł duży sukces. W Kanadzie dostał status 6-krotnej platyny, w Australii trzykrotnej, w Stanach dwukrotnej, w Nowej Zelandii platyny, w Wielkiej Brytanii platyny, w Niemczech złotej płyty, w Szwecji złoto oraz w Szwajcarii złoto.

## Styl muzyczny i odbiór przez krytyków

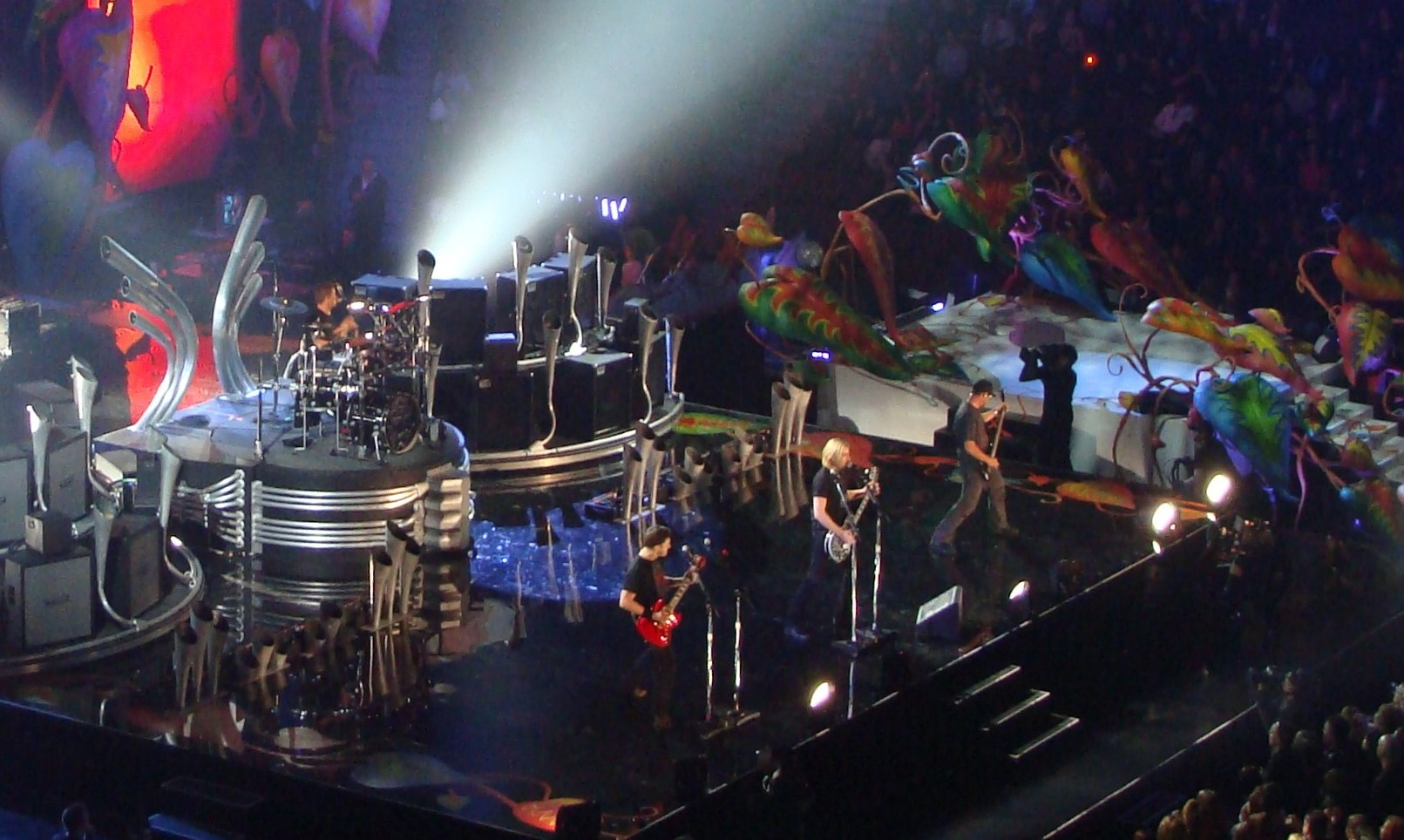
Nickelback podczas występu na Juno Awards, kwiecień 2009

Nickelback odniósł duży sukces w ojczystej Kanadzie w drugiej połowie lat 90. oraz na początku trzeciego tysiąclecia w Europie. Szacuje się, że zespół sprzedał 31 milionów płyt, z czego 19 w Stanach Zjednoczonych. O zespole w ojczystej Kanadzie zrobiło się głośno w roku 1998, za sprawą wydania drugiej płyty pt. „The State”. Dzięki takim utworom jak np. „Leader of Men”, zespołem zainteresowały się duże wytwórnie, co w ostateczności zaowocowało podpisaniem kontraktu z wytwórnią Roadrunner. Album sprzedał się w ponad milionowym nakładzie. Prawdziwy sukces przyszedł wraz z albumem „Silver Side Up” w roku 2001. Album osiągnął bardzo duży sukces, sprzedając się w ponad 10 milionach kopii na całym świecie oraz zdobywając statusy złotych, a także platynowych płyt. Zespół jest także laureatem wielu prestiżowych nagród przemysłu fonograficznego, m.in. Juno Awards, American Music Awards, Billboard Music Awards czy MuchMusic Video Awards. Grupa zdobyła także 12 nominacji do nagrody Grammy. Muzyka zespołu często jest także wykorzystywana przez World Wrestling Entertainment (WWE). Utwory grupy nierzadko goszczą na ścieżkach dźwiękowych do filmów i seriali telewizyjnych.

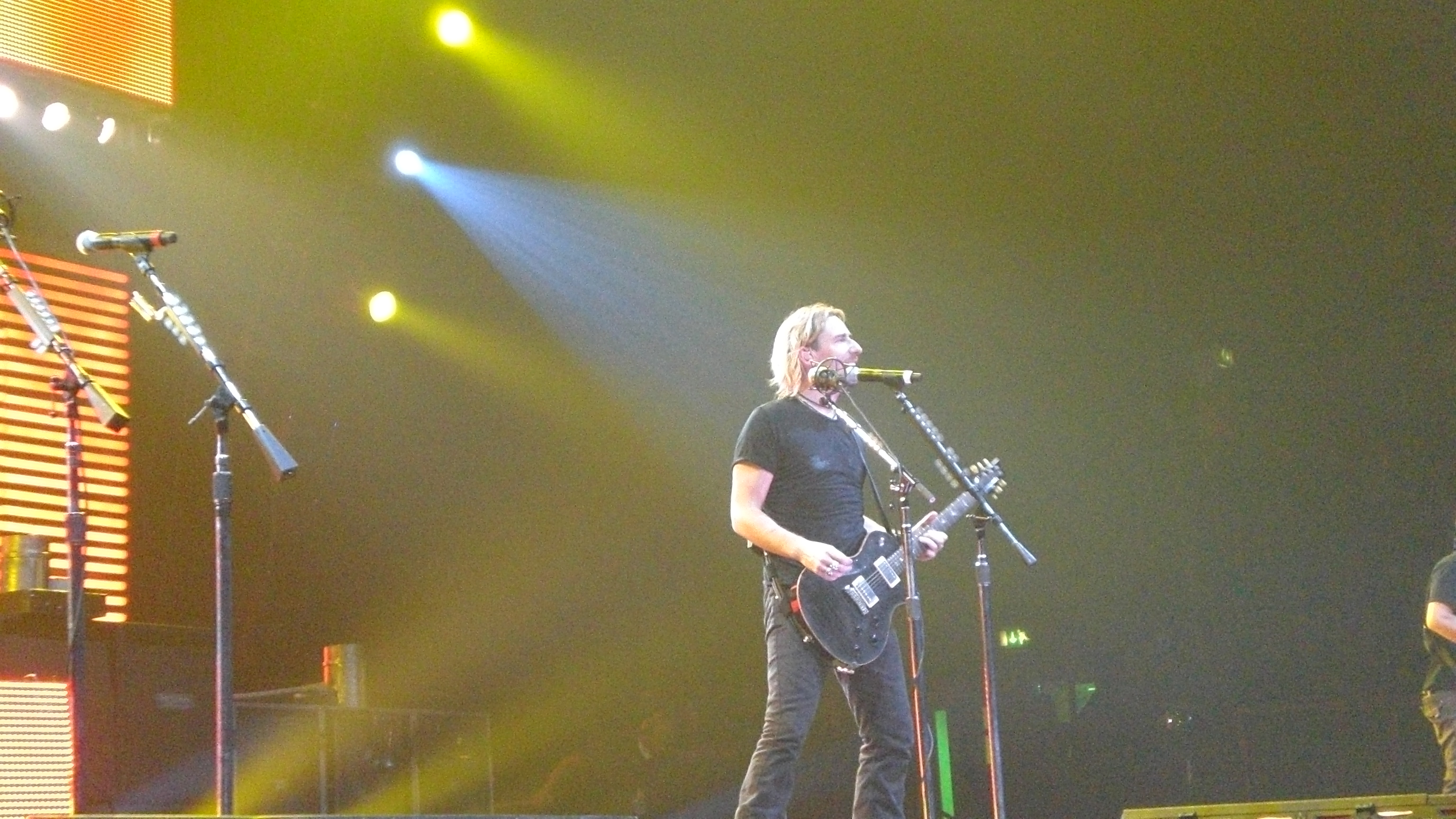
Chad Kroeger podczas koncertu w Anglii, wrzesień 2008

Mimo iż grupa odniosła bardzo duży sukces komercyjny, jest często krytykowana przez popularne serwisy muzyczne takie jak AllMusic czy magazyn Rolling Stone. Nickelback jest jednym z najbardziej krytykowanych zespołów w historii muzyki popularnej, mimo bardzo dużej rzeszy fanów. Na różnych etapach kariery, zespół otrzymywał szerokie negatywne opinie z różnych źródeł. Serwis Metacritic informuje, że trzy albumy z sześciu wydanych stają się głównym nurtem („The Long Road”, „All the Right Reasons” oraz „Dark Horse”) i mogą uzyskać ocenę odpowiednio 62%, 41% i 49% Zespół często jest krytykowany za brak oryginalności. W 2001 roku magazyn Rolling Stone skrytykował styl zespołu mówiąc: „Jeśli szukasz oryginalności, możesz nie brać przykładu z Nickelback”. W roku 2003 przy okazji wydania „The Long Road”, Rolling Stone napisał: „Był rzetelny i spójny w wyobraźni”.
W 2005 roku przy okazji wydania „All the Right Reasons” dziennikarz portalu AllMusic, Stephen Thomas Erlewine zauważa, że na tym albumie zespół przechodzi z charakterystycznego, brudnego grunge’owego brzmienia do bardziej czystego rocka, skierowanego w nieco mocniejszą stronę. Zauważa także, że wokalista grupy Chad Kroeger pisze nieco bardziej osobiste teksty, co słychać w singlowym utworze „Photograph”, czy chociażby żal wyrażony w utworze „Side of a Bullet” z powodu śmierci Darrella. Portal zauważa także wykorzystanie przez zespół instrumentów klawiszowych oraz skrzypiec w niektórych utworach, przez co album jest o wiele bardziej zróżnicowany. Mimo to portal krytycznie odnosi się do nowej płyty zespołu, twierdząc, że zespół pozostaje bez zmian. W roku 2008 zespół wydał szósty studyjny album pt. „Dark Horse”. Album otrzymał mieszane recenzje. Na 100 punktów kanał Metacritic przyznał płycie 49. Magazyn Chart napisał przy okazji wydania albumu „Dark Horse”: „Chad Kroeger jest geniuszem, bo dokładnie wie, co ludzie chcą słuchać. Okazał się niezwykle błyskotliwy.” Również magazyn Billboard pochwalił zespół pisząc, że „Nickelback oferuje łagodne i melodyjne utwory w ciężkich czasach.” Stephen Thomas Erlewin z serwisu AllMusic przyznał grupie zaledwie 1,5 gwiazdki w skali do 5. Swoją ocenę motywował tym że, teksty zespołu są sękate, wulgarne. Zarzuca grupie, że nie zna granic dobrego smaku, i rozkoszuje się jej nieznajomością. Ponadto twierdzi, iż brakuje w tekstach mądrości i zrozumiałości, są one w złym guście. Tygodnik Entertainment Weekly nazwał tekst do otwierającego album utworu „Something in Your Mouth” „wstrętnym”. Serwis PopMatters twierdzi, że album „Dark Horse” w porównaniu do poprzednich płyt zespołu jest „krokiem w tył”, utwory brzmią podobnie jak te starsze, zespół powtarza się. W skali 1 do 10 album otrzymał notę 3. Brytyjski dziennik The Guardian w sali 1 do 5 przyznał płycie notę 1, argumentując swój wybór tym, że zespół sięgnął po typowy negatywny stereotyp, mianowicie połączenie tekstów o tematyce erotycznej z hard rockiem, co w rezultacie nie daje niczego pozytywnego. Magazyn Rolling Stone przyznał płycie pozytywną recenzję, komplementując przede wszystkim produkcję. Rolling Stone twierdzi, że Lange rozjaśnił nieco ponurą muzykę Nickelback w stylu post grunge. W 2009 roku czytelnicy „The Word” głosowali na najgorszy zespół świata. Nickelback zajął pierwsze miejsce. Otrzymał 19.8% głosów. W 2010 roku na Facebooku odnotowano, iż grupa posiada 1,5 miliona fanów. Felietonista magazynu „Jam!” Darryl Sterdan stwierdził iż wokalista grupy Chad Kroeger jest drugim najgorszym piosenkarzem wszech czasów, zaraz po Taylor Swift.
Ze względu na wpływy takich grup muzycznych jak Alice in Chains, Soundgarden czy Pearl Jam, muzyka grupy często postrzegana jest i określana jako post grunge. Serwis AllMusic jako zespoły grające podobnie jak Nickelback wymienia takich wykonawców jak 3 Doors Down, Korn, Daughtry, Seether, Puddle of Mudd czy Limp Bizkit. Andrew Leahey z serwisu AllMusic określa muzykę zespołu jako post grunge, metal alternatywny oraz heavy metal, natomiast Corey Apar z tego samego serwisu, muzykę komponowaną przez Kroegera określa jako pop alternatywny, rock alternatywny, indie rock. W wywiadzie dla PopMatters, gitarzysta grupy Alice in Chains, Jerry Cantrell tak oto wspomina wspólną trasę z zespołem Nickelback: „Szczerze mówiąc, nieźle się bawiłem z muzykami z Nickelback. Chłopaki niczego nie udają, są młodzi i pełni zapału, przebywanie w ich otoczeniu może być ekscytujące.” W 2008 roku wokalista brytyjskiej grupy rockowej Coldplay, Chris Martin oświadczył, iż ma mnóstwo szacunku dla zespołu. Wokalista twierdzi, że niepochlebne opinie krytyków na temat dokonań kanadyjskiej kapeli są absolutnie nieuzasadnione. Tak oto tłumaczył swoją wypowiedź: „Chłopaki z Nickelback zbierają cięgi od ludzi, którzy przez całe życie nic nie osiągnęli – tłumaczy Martin. – Według mnie są wspaniali, mam dla nich mnóstwo szacunku. To moje ostatnie słowo.”

## Skład zespołu
| Obecni członkowie - Chad Kroeger – gitara rytmiczna, śpiew (od 1995) - Ryan Peake – gitara prowadząca, wokal wspierający (od 1995) - Mike Kroeger – gitara basowa (od 1995) - Daniel Adair – perkusja, wokal wspierający (od 2005) | Byli członkowie - Gabe Sinclair – perkusja (1995) - Brandon Kroeger – perkusja (1995–1998) - Mitch Guindon – perkusja (1998) - Ryan Vikedal – perkusja (1998–2005) |

Linia czasu

## Instrumentarium

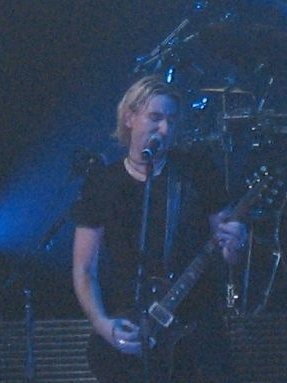
Chad Kroeger z gitarą marki Paul Reed Smith

Wokalista grupy Chad Kroeger gra na gitarach marki Paul Reed Smith. Poza tym korzysta z siedmiostrunowej gitary Epiphone (budowanej na bazie Gibsona), oraz Gibsona Les Paula Silverburst. Gra także na gitarze akustycznej Tacoma oraz Yamaha CJX32. Używa wzmacniaczy Mesa – BoogieTriple Rectifier Heads oraz Mesa 4x12 Recto Standard Cabs. Korzysta z efektu gitarowego Roger Mayer Vision Wah oraz Boss Tremolo Tr2, oraz kostki gitarowej Dunlop Tortex 0.6.
Gitarzysta Ryan Peake najczęściej używa gitar marki Gibson (Gibson Les Paul, Gibson Explorer, Gibson Flying V). Używa także zmodyfikowanej szklanej gitary Lucite Gibson, kształtem podobnej do Flying V. We wczesnej karierze Peake przeważnie używał zmodyfikowanego Fendera Telecaster. Wymienił przetworniki Telecaster na EMG Humbuckers. Korzysta także z gitar akustycznych marki Morgan oraz Gibson. Poza tym używa wzmacniaczy oraz kolumn firmy Mesa Boogie Rectifiers oraz JCM Slash 2555 Jubilee Signature Amplifier.
Basista Mike Kroeger gra na gitarach basowych firmy Warwick, Fender Precision Bass, Fender Jaguar Bass, MusicMan StingRay, Fender Jazz Bass oraz własnym sygnowanym modelu Spector MK5 Signature. Korzysta ze wzmacniaczy firmy Samson Power Amp oraz Mesa Boogie M-2000 Bass Head.
Perkusista Daniel Adair korzysta z zestawu perkusyjnego firmy DW, zaopatrzonego w talerze kanadyjskiego producenta Sabian, pałeczki Regal Tip Daniel Adair Signature Series, oraz naciągi firmy Remo. W skład zestawu wchodzą pedały DW 5000 Turbo Double Kick Pedal, tom-tomy 10x8 oraz 12x9 cali, floor tom 16x14 cali, bass drums 22x18 cali, werbel 14x6 cala oraz 12x5.

## Covery
W repertuarze grupy znajduje się kilkanaście własnych interpretacji utworów zespołów oraz wykonawców, którzy inspirowali zespół w początkowej fazie istnienia, a także w obecnym czasie. Jednym z pierwszych coverów przygotowanych przez zespół, był utwór grupy Pearl Jam pt. „Even Flow”, pochodzący z albumu „Ten” z 1991 roku. Zespół ten utwór grywał na koncertach w latach 1996–1997. Poza tym zespół w początkowej fazie swojego istnienia chętnie sięgał także po covery takich wykonawców jak Soundgarden, Alice in Chains, Red Hot Chilli Peppers czy Soul Coughing.
W roku 1998 za sprawą trasy koncertowej promującej album „The State” zespół włączył do swojego repertuaru takie covery jak „Blown Wide Open” grupy Big Wreck, „People of the Sun” grupy Rage Against the Machine czy „Super Bon Bon” zespołu Soul Coughing. Ten ostatni utwór na koncertach śpiewał gitarzysta grupy Ryan Peake.
W roku 2002 za sprawą światowej trasy „Silver Side Up Tour” zespół do swego repertuaru włączył takie utwory jak chociażby „It Ain’t Like That” zespołu Alice in Chains (koncertowa wersja tej piosenki wykonana w duecie z Jerrym Cantrellem znajduje się na DVD „Live at Home”), „Would?”, „Rooster” (też Alice in Chains), „Mistake” grupy Big Wreck (ten utwór zespół wykonywał w wersji akustycznej, jej zapis można znaleźć na płycie „Live at Home”), „The Four Horsemen” grupy Metallica (zespół odgrywał jedynie krótki fragment piosenki składający się z jednej zwrotki oraz refrenu) oraz utwór „Love Will Keep Us Together” z repertuaru Captain’n’Teneal (ten utwór grupa nagrała w 2001 roku dla „Breakfast Show Musical Challenge” pod okiem Andrew Denton’a dla australijskich rozgłośni radiowych).
W roku 2003 oraz 2004 zespół podczas trasy „The Long Road Tour” w swoim repertuarze posiadał interpretacje coverów następujących wykonawców: „Relax Don’t Go It” grupy Frankie Goes to Hollywood, ponownie „Super Bon Bon” grupy Soul Coughing, kolejny raz „The Four Horsemen” grupy Metallica, „Sad but True”, także z repertuary amerykańskiej grupy heavymetalowej (na koncertach zespół wykonywał jedynie pierwszą zwrotkę oraz refren utworu, jego zapis można znaleźć na DVD „Rock am Ring z 2004 roku), „Saturday Night’s Alright (for Fighting)” z repertuaru piosenkarza Eltona Johna, oraz „The Ghost of Tom Joad” Bruce’a Springsteena.
Podczas trasy „All the Right Reasons Tour” w 2006 oraz 2007 roku zespół wykonywał: „Seek & Destroy” Metalliki (grupa odgrywała jedynie rozpoczynający utwór riff), ponownie „Saturday Night’s Alright (for Fighting)” z repertuaru Johna (ze śpiewem Ryana Peake), „We Will Rock You” grupy Queen (nowa wersja coveru znalazła się na albumie studyjnym grupy Nickelback pt. „All the Right Reasons” w 2005 roku, oraz otwierała koncerty w 2005 i 2006 roku), ponownie „Super Bon Bon” grupy Soul Coughing, oraz „Mistake” (grany już wcześniej) grupy Big Wreck.
Na trasie „Dark Horse Tour” w 2009 oraz 2010 roku zespół zaprezentował dużą liczbę nowych coverów w swoim repertuarze. Znalazły się wśród nich: „Hey Man, Nice Shot” grupy Filter (podczas koncertów zespół wykonywał ten utwór z wokalistą grupy Seether, Shaunem Morganem, który śpiewał), „Highway to Hell” z repertuaru AC/DC (w utworze tym śpiewali Chris Robertson z grupy Black Stone Cherry oraz Jacoby Shaddix, lider grupy Papa Roach), „Friends in Low Places” z repertuaru muzyka Gartha Brooksa (sam wokalista kilkakrotnie wystąpił z zespołem śpiewając ten utwór), „Sad but True” Metalliki (tym razem jedynie sam riff, bez wokalu), „Use Somebody” grupy Kings of Leon (na koncertach utwór śpiewał Ryan Peake), „Tequila Makes Her Clothes Fall Off” z repertuaru Joego Nicholsa, „Dude (Looks Like a Lady)” z repertuaru Aerosmith (zespół krótko jammował ten utwór), „Patience” grupy Guns N’ Roses (wykonywany w krótkim fragmencie w wersji akustycznej), „Don’t Stop Believing” grupy Journey (także wykonywany akustycznie i w krótkim fragmencie), „Wanted Dead or Alive” z repertuaru Bon Jovi oraz ponownie „The Four Horsemen” zespołu Metallica.
- Utwory:

- „Even Flow” – Pearl Jam
- „It Ain’t Like That” – Alice in Chains – (feat. Jerry Cantrell)
- „Would?” – Alice in Chains – (feat. Jerry Cantrell)
- „Rooster” – Alice in Chains – (feat. Jerry Cantrell)
- „Mistake” – Big Wreck
- „Blown Wide Open” – Big Wreck
- „Redneck Girl” – Bellamy Brothers
- „Day Tripper” – The Beatles
- „Love Will Keep Us Together” – Captain’n’Teneal
- „Saturday Night’s Alright (for Fighting)” – Elton John
- „Cowboys from Hell” – Pantera
- „The Four Horsemen” – Metallica
- „Seek & Destroy” – Metallica
- „I Rain” – A Flock of Seagulls
- „Sad But True” – Metallica
- „Relax Don’t Do It” – Frankie Goes to Hollywood
- „We Will Rock You” – Queen
- „The Ghost of Tom Joad” – Bruce Springsteen
- „People of the Sun” – Rage Against the Machine
- „Super Bon Bon” – Soul Coughing
- „Sharp Dressed Men” – ZZ Top
- „Use Somebody” – Kings of Leon
- „Hey Man, Nice Shot” – Filter – (feat. Shaun Morgan)
- „Highway to Hell” – AC/DC – (feat. Chris Robertson oraz Jacoby Shaddix)
- „Friends In Low Places” – Garth Brooks
- „Wanted Dead or Alive” – Bon Jovi
- „Patience” – Guns N’ Roses
- „Don’t Stop Believing” – Journey
- „Dude (Looks Like a Lady)” – Aerosmith
- „Tequila Makes Her Clothes Fall Off” – Joe Nichols

## Dyskografia
| - Curb (1996, wydany niezależnie) - The State (1998/2000, Roadrunner Records) - Silver Side Up (2001, Roadrunner) - The Long Road (2003, Roadrunner) - All the Right Reasons (2005, Roadrunner) - Dark Horse (2008, Roadrunner) - Here and Now (2011, Roadrunner) - No Fixed Address (2014, Republic Records) - Feed the Machine (2017, BMG) - Get Rollin' (2022) |

## Utwory ze ścieżek dźwiękowych[114]
- „Fly” – Horsey (1997)
- „Old Enough” – Księga cieni: Blair Witch 2 (2000)
- „Hold Out Your Hand” oraz „Diggin This” – Straceni (2001)
- Leader of Men” – Zabójca Dusz (2001)
- „Breathe” – Zatrzymani w czasie (2002)
- „Yanking Out My Heart” – Król Skorpion (2002)
- „Hero” – Spider-Man (2002)
- „Learn the Hard Way” – Daredevil (2003)
- „Saturday Night’s Alright (For Fighting)” – Aniołki Charliego: Zawrotna szybkość (2003)
- „Slow Motion” – The Punisher (2003)
- „Someday” – Torque (2004)
- „Someday (Akustycznie)” – Jazda na maksa (2004)
- „Savin’ Me” – Skazany na śmierć (2006)
- „Too Bad” – Wzgórza mają oczy (2006)
- „Savin’ Me” – The Condemned (2007)
- „Burn it to the Ground” – Transformers: Zemsta upadłych (2009)
- „Never Gonna Be Alone” – Caminho das Índias (2009)
- „Burn it to the Ground” – wejście WWE RAW (2009)
- „Something in Your Mouth” – American Pie Presents: The Book of Love (2009)
- „If Today Was Your Last Day” – Jak wytresować smoka (2010)
- „Burn it to the Ground” – Date Night (2010)

## Nagrody
American Music Awards:
- 2006: Favorite Pop/Rock Album – „All the Right Reasons”
- 2007: Favorite Pop/Rock Band/Duo/Group – Nickelback

Billboard Music Awards:
- 2002: Hot 100 Single of the Year
- 2002: Hot 100 Airplay Single of the Year
- 2002: Top 40 Track of the Year
- 2002: Hot 100 Single of the Year by Duo/Group
- 2006: Duo/Group of the Year – Nickelback
- 2006: Hot 100 Artist Duo/Group of the Year – Nickelback
- 2006: Rock Album of the Year – „All the Right Reasons”

Juno Awards:
- 2001: Best New Group – Nickelback
- 2002: Best Rock Album – „Silver Side Up”
- 2002: Best Single – „How You Remind Me”
- 2002: Best Group – Nickelback
- 2003: Songwriter of the Year – „Spiderman Soundtrack”/„Silver Side Up”
- 2004: Group of the Year – Nickelback
- 2004: Juno Fan Choice Award – Nickelback
- 2006: Rock Album of the Year – „All the Right Reasons”
- 2006: Group of the Year – Nickelback
- 2008: Album of the Year – „Dark Horse”
- 2009: Group of the Year – Nickelback
- 2009: Juno Fan Choice Award – Nickelback

MuchMusic Video Awards:
- 2002: Best Video – „Too Bad”
- 2002: MuchLoud Best Rock Video – „Too Bad”
- 2006: MuchLoud Best Rock Video – „Photograph”
- 2007: MuchMoreMusic Award – „Far Away”
- 2009: Video of the Year – „Gotta Be Somebody”
- 2009: Post Production of the Year – „Gotta Be Somebody”
- 2009: MuchLOUD Rock Video of the Year – „Gotta Be Somebody”

Socan Awards:
- 2002: Rock Music – „Nickelback”
- 2004: International Archivement
- 2004: Rock Music: – „Nickelback”
- 2005: International Archivement – „Figured You Out”, „Someday”
- 2006: Song Award: „Photograph”
- 2007: Rock Music Award: „Savin’ Me”
- 2007: Socan Saluts: „Photograph”, „Savin’ Me”
- 2008: Song Award: „Rockstar”, „If Everyone Cared”

People’s Choice Award:
- 2007: Favorite Group – Nickelback

World Music Awards:
- 2006: World’s Best Selling Rock Artist – Nickelback

Record of the Year Award:
- 2008: Record of the Year – „Rockstar”

Word Magazine Reader’s Choice:
- 2009: World’s Worst Band – Nickelback

Choice Music Awards:
- 2000: Favourite Heavy Metal – Nickelback